# Malvern, Worcestershire
Malvern är en ort och civil parish i Storbritannien.   Den ligger i grevskapet Worcestershire och riksdelen England, i den södra delen av landet, 160 km väster om huvudstaden London. Malvern ligger 111 meter över havet och antalet invånare är 28 749.
Terrängen runt Malvern är platt norrut, men söderut är den kuperad.Runt Malvern är det ganska tätbefolkat, med 93 invånare per kvadratkilometer. Närmaste större samhälle är Worcester, 11,5 km nordost om Malvern. Trakten runt Malvern består till största delen av jordbruksmark.